# Kup Hrvatske u odbojci za žene 2016.
Kup Hrvatske u odbojci za žene za 2016. godinu je osvojila Marina Kaštela iz Kaštel Gomilice. 

Kup je igran u jesenskom dijelu sezone 2016./17.

## Rezultati

### 1. kolo
Susreti su igrani 26. listopada 2016. 
| klub1                     | rez. | klub2                            |
| ------------------------- | ---- | -------------------------------- |
| Kitro Varaždin            | 0:3  | Mladost Zagreb                   |
| Brda Split                | 0:3  | Marina Kaštela (Kaštel Gomilica) |
| Kostrena                  | 2:3  | Poreč                            |
| Đakovo                    | 0:3  | Vukovar                          |
| Drenova Rijeka            | 2:3  | Nova Gradiška                    |
| Marčana                   | 0:3  | Rockwool Rovinj                  |
| Osijek                    | 3:0  | Vinkovci                         |
| Kaštela DC (Kaštel Stari) | 3:0  | Dubrovnik                        |

### Četvrtzavršnica
Susreti su igrani 23. studenog 2016. 
| klub1                     | rez. | klub2                            |
| ------------------------- | ---- | -------------------------------- |
| Kaštela DC (Kaštel Stari) | 0:3  | Mladost Zagreb                   |
| Rockwool Rovinj           | 0:3  | Marina Kaštela (Kaštel Gomilica) |
| Osijek                    | 3:0  | Poreč                            |
| Nova Gradiška             | 3:0  | Vukovar                          |

### Završni turnir
Igrano 28. i 29. prosinca 2016. u Kaštel Starome u Gradskoj dvorani.
| klub1                            | rez.          | klub2          |
| poluzavršnica                    | poluzavršnica | poluzavršnica  |
| -------------------------------- | ------------- | -------------- |
| Marina Kaštela (Kaštel Gomilica) | 3:2           | Mladost Zagreb |
| Osijek                           | 3:1           | Nova Gradiška  |
|                                  |               |                |
| za pobjednika                    |               |                |
| Marina Kaštela (Kaštel Gomilica) | 3:1           | Osijek         |